# Alain de Catuelan
Alain de Catuelan est un acteur français né le 21 octobre 1966 à Saint-Brieuc.

## Filmographie sélective

### Cinéma
- 2016 : C'est quoi cette famille ?! de Gabriel Julien-Laferrière : le client acheteur de l'appartement
- 2007 : L'Invité de Laurent Bouhnik : le candidat entretien de recrutement #3
- 2001 : Le Baiser mortel du dragon de Chris Nahon : le flic de la station

### Télévision
- 2020 : Pourquoi je vis de Laurent Tuel : Pascal Nègre
- 2012 : Clara s'en va mourir, téléfilm de Virginie Wagon : le financier
- 2011 : À la maison pour Noël, téléfilm de Christian Merret-Palmair : médecin
- 2010 : 4 garçons dans la nuit, téléfilm de Edwin Baily : le juge d'instruction
- 2010 : Sœur Thérèse.com - épisode « Réussir ses rencontres.fr » (série télévisée) : l'homme dalmatien
- 2007 : La vie sera belle, téléfilm de Edwin Baily : le témoin 1
- 2006 : Petits meurtres en famille (série télévisée) - saison 1, épisodes 1-2-3 et 4 : le médecin
- 2006 : Avocats et Associés  - épisode « L'aveu » (série télévisée) : Paul Delgado